# محمد الحمادي (لاعب كرة قدم مواليد 1998)
محمد إبراهيم محمد الحمادي (مواليد 11 ديسمبر 1998، لاعب كرة قدم إماراتي يجيد اللعب في الهجوم يلعب في نادي دبا الفجيرة.

## مسيرة اللاعب
وبدأ الحمادي في الـ 12 من عمره وهو من أبناء أكاديمية نادي الظفرة ، وجاء كثاني هدافي دوري رديف الخليج العربي في موسم 2017-2018 برصيد 12 هدفاً خلف مهاجم نادي العين علي عيد، رغم أنه لم يشارك في كل مباريات الرديف بسبب مشاركته مع فريق تحت 18 سنة في بداية الوسم .
وقع عقد مع نادي الظفرة في عام 2018 بعد الموافقة على مشاركة المقيمين و المواليد و أبناء المواطنات في الدوري الإماراتي و وقع مع نادي حتا في صيف عام 2020 و وقع مع نادي الذيد في عام 2022 و وقع مع نادي دبا الفجيرة في عام 2024.

## روابط خارجية
- محمد إبراهيم الحمادي على موقع Soccerway.com (الإنجليزية)